# Olulis methaema
Olulis methaema är en fjärilsart som beskrevs av George Francis Hampson 1926. Olulis methaema ingår i släktet Olulis och familjen nattflyn. Inga underarter finns listade i Catalogue of Life.